# Harrow & Wealdstone állomás
A Harrow & Wealdstone a londoni metró és az Overground egyik állomása az 5-ös zónában, a Bakerloo line és a Watford DC Line érinti.

## Története
Az állomást 1837. július 20-án adták át Harrow néven. Mai nevét 1897. május 1-jén kapta. A Bakerloo line 1917. április 16-ától érinti az állomást.

## Forgalom
| Járat | Útvonal | Gyakoriság    |
| ----- | --- | ------------- |
|       | Harrow & Wealdstone – Kenton – South Kenton – North Wembley – Wembley Central – Stonebridge Park – Harlesden – Willesden Junction – Kensal Green – Queen’s Park – Kilburn Park – Maida Vale – Warwick Avenue – Paddington – Edgware Road – Marylebone – Baker Street – Regent’s Park – Oxford Circus – Piccadilly Circus – Charing Cross – Embankment – Waterloo – Lambeth North – Elephant & Castle | 10 percenként |
|       | Watford Junction – Watford High Street – Bushey – Carpenders Park – Hatch End – Headstone Lane – Harrow & Wealdstone – Kenton – South Kenton – North Wembley – Wembley Central – Stonebridge Park – Harlesden – Willesden Junction – Kensal Green – Queen’s Park – Kilburn High Road – South Hampstead – Euston                                                                                      | 20 percenként |

## Átszállási kapcsolatok
| Állomás             | Átszállási kapcsolatok                                                         |
| ------------------- | ------------------------------------------------------------------------------ |
| Harrow & Wealdstone | National Rail (Harrow & Wealdstone) Helyi buszok (Harrow & Wealdstone Station) |

## Fordítás
- Ez a szócikk részben vagy egészben  a   Harrow & Wealdstone station című angol Wikipédia-szócikk fordításán alapul.  Az eredeti cikk szerkesztőit annak laptörténete sorolja fel. Ez a jelzés csupán a megfogalmazás eredetét és a szerzői jogokat jelzi, nem szolgál a cikkben szereplő információk forrásmegjelöléseként.